# Экипировка для хоккея с шайбой
Хоккейная форма (хоккейная амуниция) — набор средств защиты тела игрока от различных травм (ударов, столкновений, падений).

## Экипировка полевого игрока
| Наименование                      | Описание | Изображение |
| --------------------------------- | --- | ----------- |
| Клюшка                            | Спортивный снаряд, при помощи которого в хоккее перемещают по площадке шайбу или мяч. |             |
| Коньки                            | Ботинки с прикрепленными к ним металлическими лезвиями. Используются для передвижения по льду. Ботинки изготавливаются из кожи или пластика, лезвие — металлическое. Хоккейные коньки разделяются на коньки со съёмным лезвием, и литым лезвием, а также по степени защиты и манёвренности конька — для защитников, нападающих или вратарей.                |             |
| Защитная экипировка               | |             |
| Раковина (Ракушка)                | Представляет собой пластиковую раковину специальной формы. Предназначена для защиты паховой области от попадания шайбы или мяча, и различных травм. |             |
| Шлем и визор                      | Шлем — часть экипировки полевого игрока, надеваемый на голову для защиты от повреждений. |             |
| Щитки (наколенники и налокотники) | Щитки (наколенники) предназначены для защиты коленного сустава и голени хоккеиста. Основной задачей налокотников является защита локтевого сустава игрока. |             |
| Нагрудник                         | Нагрудник (панцирь, наплечник) обеспечивает защиту грудной клетки и всей спины игрока, особенно позвоночника. Кроме переднего и заднего протектора, в конструкцию панциря входят специальные накладки-чашечки для плеч, а некоторые модели дополнительно снабжены усиленными боковыми вставками и регулируемыми (съемными) протекторами живота и поясницы.  |             |
| Перчатки (краги)                  | Особые перчатки, защищающие кисти рук, кистевые суставы и нижнюю часть предплечий игрока при ударах клюшкой по рукам, попаданиях шайбы или мяча, и в других подобных случаях. Особенности конструкции хоккейных краг таковы, что они обеспечивают максимальную степень подвижности суставов верхних конечностей для обеспечения эффективной работы клюшкой. |             |
| Капа                              | Приспособление из гибкой пластмассы, надеваемое во время спортивных тренировок и соревнований, а также развлекательных спортивных занятий для предотвращения травмы зубов. |             |
| Трусы (шорты)                     | Хоккейные шорты предназначены для предотвращения травмирования хоккеиста при падениях, столкновениях, попаданиях шайбы, мяча и других случаях. Сшиты из специальной высокопрочной искусственной ткани, с жёсткими вставками на бёдрах, копчике, пояснице и позвоночнике.                                                                                    |             |
| Защита горла (ошейник)            | Полужесткая деталь из пластика или кевлара, защищающая горло, шею (спереди и сзади) и ключицы игрока. |             |
| Верхняя форма                     | |             |
| Свитер (англ. Hockey jersey)      | Обязательная часть спортивной экипировки игрока в хоккее с шайбой, надевается поверх защиты (нагрудник, налокотники) |             |
| Гамаши                            | Используются для фиксации щитков |             |

## Экипировка вратаря
| Название                         | Описание | Изображение |
| -------------------------------- | --- | ----------- |
| Вратарская клюшка                | Снаряд, с помощью которого вратарь отбивает шайбу (мяч) и/или вводит её в игру |             |
| Вратарские коньки                | Отличия от коньков полевого игрока. — более длинное широкое лезвие — пластиковая ударопрочная внешняя конструкция — укороченный задник — специальные отверстия в стакане конька для крепления щитков |             |
| Шлем и маска (вратарская клетка) | Защищает лицо вратаря от попадания шайбы (мяча) |             |
| Защита горла                     | |             |
| Нагрудник                        | Усиленный нагрудник, у которого совмещены налокотники и сам нагрудник. Локтевая область и область груди усилены дополнительными накладками. |             |
| Бандаж                           | Представляет собой пластиковую раковину специальной формы. Предназначена для защиты паховой области от попадания шайбы (мяча) и других различных травм. |             |
| Трусы (шорты)                    | Хоккейные шорты предназначены для предотвращения травмирования хоккеиста при падениях, столкновениях, попаданиях шайбы (мяча) и других случаях. Сшиты из специальной высокопрочной искусственной ткани, с жёсткими вставками на бёдрах, копчике, пояснице и позвоночнике. В шортах вратаря применяются более прочные вставки. |             |
| Блокер (Блин)                    | Широкая вратарская перчатка с местами для пальцев с внутренней стороны. Предназначена для защиты тыльной стороны кисти руки, в которой вратарь держит клюшку, и одновременно является эффективным инструментом отражения бросков.                                                                                             |             |
| Ловушка                          | Перчатка, похожая на бейсбольную ловушку, но сконструированная специально для ловли шайбы, с учетом хоккейной специфики. |             |
| Щитки                            | Предназначены для отражения бросков. Изготавливаются из полностью искусственных материалов. |             |

Верхняя форма и шлемы игроков одной команды должна быть одинакового цвета (вратарю разрешается иметь шлем, отличный по цвету от шлемов других игроков). На свитерах игроков должны быть нанесены номера и фамилии.

## Снаряд для игры
Шайба должна быть изготовлена из вулканизированной резины или другого одобренного ИИХФ материала и быть в основном чёрного цвета.
Размеры шайбы:
- Диаметр: 7,62 см
- Толщина: 2,54 см
- Вес: 170 г.